# Plopii-Slăvitești
Plopii-Slăvitești es una comuna ubicada en el distrito de Teleorman, Rumania.

## Superficie
Posee una superficie de 56,96 kilómetros cuadrados.

## Demografía
Hasta 2021 la población era de 2080 habitantes, con una densidad de población de 36,52 habitantes por kilómetro cuadrado.